# 奇蹟的夏天
《奇蹟的夏天》（英語：My Football Summer），2006年台灣紀錄片，由楊力州與張榮吉執導。本片紀錄一群原住民青少年足球員追求夢想的故事。

## 製作緣起
2006年初，導演楊力州受台灣Nike邀請，為即將在德國舉行的2006年國際足總世界盃足球賽拍攝《無所不踢》系列廣告。拍攝過程中，楊力州對於廣告主角美崙國中足球隊的故事深受感動，決定將此專案衍生為紀錄片作品，並由學生張榮吉擔任共同導演。

## 劇情
在花蓮，美崙國中足球隊的隊員們正在為即將到來的全國中等學校運動會（全中運）做準備。這是足球隊國中三年生活中最後一場也是最重要的比賽。他們渴望贏得勝利，不只因為他們是衛冕冠軍，他們也想把冠軍頭銜獻給心愛的吳曉穎教練，作為結婚禮物。
在新竹市立成德高級中學舉行的全中運比賽一開始進行得相當順利。他們擊敗了所有遇到的球隊，晉級決賽。在決賽中，他們遇到了勁敵—來自高雄縣的阿蓮國中。比賽以比數2比2進入PK大戰，最後美崙國中敗給阿蓮國中，拿下亞軍。
比賽結束後，足球隊員們參加基測考試，順利畢業。畢業後，部分球員進入國立花蓮高級中學（花蓮高中），而另一部分球員則進入國立花蓮高級農業職業學校（花蓮高農）。他們在兩校隊的友誼賽中再次相遇，但現在的他們是競爭對手。

## 獲獎
| 年份   | 影展         | 獎項       | 結果 |
| ------ | ------------ | ---------- | ---- |
| 2006年 | 第43屆金馬獎 | 最佳紀錄片 | 獲獎 |

## 相關書籍
| 書名       | 作者   | 出版社   | ISBN            |
| ---------- | ------ | -------- | --------------- |
| 奇蹟的夏天 | 劉毓雯 | 春天出版 | ISBN 9867135873 |

## 後續
2006年11月18日進行的全國青年盃足球錦標賽中，花蓮高農隊擊敗了包含來自阿蓮國中足球隊球員的路竹高中隊，拿下16歲男子組冠軍。
在本片登場的美崙國中足球隊球員高俊鴻、嚴和生、林昌倫、李健良仍活躍於足球界，四人皆為台電足球隊現役球員與中華台北男子足球代表隊入選球員。

## 外部連結
- 官方網站
- 互联网电影数据库（IMDb）上《奇蹟的夏天》的资料（英文）
- 美崙國中足球隊的部落格